# Jonesius trianguiculatus
Jonesius trianguiculatus är en kräftdjursart som först beskrevs av Lancelot Alexander Borradaile 1902.  Jonesius trianguiculatus ingår i släktet Jonesius och familjen Trapeziidae. Inga underarter finns listade i Catalogue of Life.